# Белорусско-латвийские отношения
Белорусско-латвийские отношения — двусторонние отношения между Беларусью и Латвией. Дипломатические отношения между двумя странами были установлены 7 апреля 1992 года.
Между государствами имеется граница протяжённостью около 173 км. Обе страны являются членами ООН и ОБСЕ. Важным аспектом двусторонних отношений является транзит белорусских товаров через латвийские порты.

## История
Латвия признала независимость Беларуси 8 января 1992 года, Беларусь признала независимость Латвии 22 января 1992 года.
Дипломатические отношения установлены 7 апреля 1992 года, открытие латвийского посольства в Минске состоялось в 1993 году, белорусского в Риге — в 1994 году.
Консульство в Даугавпилсе открылось в 1994 году; консульство Латвии в Витебске открылось 28 марта 1994 в Витебской облфилармонии.
Латвия является одной из немногих стран Евросоюза, в которые в XXI веке наносил визит премьер-министр Беларуси.
В 2006 году против латвийского дипломата в Минске было возбуждено уголовное дело о распространении порнографической продукции, после чего посол Латвии была отозвана для консультаций почти на три месяца.
С 2013 г. Латвия участвует в санкциях против Беларуси; в 2022 г. введены новые.
24 мая 2021 года Беларусь потребовала от латвийского посла и дипломатов покинуть страну, после того как министр иностранных дел Латвии участвовал во снятии размещённого в городе среди других государственного флага Беларуси, заменив его на бело-красно-белый флаг. В итоге обе стороны выслали дипломатов. Посольства временно прекратили работу, консульские функции были доверены белорусскому генконсульству в Даугавпилс.
В июне 2021 года Латвия, как и Литва, обвинила власти Беларуси в организации потока нелегальных мигрантов из Ирака и Сирии через белорусско-литовскую границу, называя происходящее «гибридной агрессией».
В 2022 году Беларусь ввела, с 15 апреля по 15 мая 2022 г. право безвизового въезда (неограниченное количество раз) для жителей Латвии и Литвы; незадолго до окончания срока его решили продлить до конца текущего года. Подобный шаг вызвал негодование в Вильнюсе и Риге: тамошние власти заявляют что жителей этих стран там «могут использовать в пропагандистских, финансовых и шпионских целях» и призывают своих жителей не ездить в гости к соседям.

## Экономические отношения
Белорусский экспорт является важным источником доходов латвийского транзита; страны организовали совместный контейнерный экспресс-поезд Zubr, сообщением от портов Балтийского моря на Минск и далее на украинский порт Черноморск.
Беларусь регулярно проводит в Риге выставку «Белэкспо» (Belexpo), на которой представляет свою продукцию и предприятия.
Латвийский экспорт в Белорусь примерно вдвое меньше, чем белорусский экспорт в Латвию. В 2015 году он составил 150,91 млн евро (в 2009 году — 92 млн латов) против импорта из Беларуси на 299,53 млн евро (в 2009 году — 163 млн латов). Главные группы товаров латвийского экспорта в Белоруссию: оборудование электрогенераторов; медицинские инструменты и оборудование; протезы частей тела; медикаменты; алкоголь. Латвия в Беларуси закупает нефтепродукты, лесоматериалы; металл и полуфабрикаты из нелегированной стали; удобрения.
С 2004 по 2008 товарооборот между странами вырос с 395,8 до 2322,2 миллионов долларов.
По данным Lursoft на 2015 год, в Латвии работало 2263 предприятия с белорусским капиталом, а инвестиции РБ в Латвии составили 25,3 млн евро (сельское, лесное и рыбное хозяйство, транзит и складские услуги, финансы и страхование, операции с недвижимостью).
Инвестиции Латвии в Беларуси вдвое больше: 50,9 млн евро (2015) и вложены в сельское, лесное и рыбное хозяйство, обрабатывающую промышленность, строительство, оптовую и розничную торговлю, авторемонт и ремонт мотоциклов, ИТ, финансы и страхование, профессиональные, научные и технические услуги.
С 2013 г. Латвия участвует в санкциях ЕС против Беларуси; в 2022 г. введены новые.
Крупнейшие позиции белорусского экспорта в Латвию в 2017 году:
- Нефтепродукты (94,8 млн долларов);
- Продольно-распиленные лесоматериалы (51,5 млн долларов);
- Антидетонаторы, антиоксиданты, ингибиторы, загустители (47 млн долларов);
- Краски и лаки (15,7 млн долларов);
- Смешанные минеральные удобрения (8,1 млн долларов);
- Топливная древесина (6,7 млн долларов).

Динамика экспорта Беларуси в Латвию (в млн. USD):

## Диаспоры
В Латвии на начало 2017 года проживало 3034 гражданина Беларуси. Всего в Латвии проживает 69 298 этнических белорусов, которые являются вторым по численности национальным меньшинством страны (около 3,3 % населения).
С 1994 года началось создание национально-культурных обществ белорусов, которые в 2005 году объединились в Союз белорусов Латвии. По данным исследований «Участие нацменьшинств в демократических процессах в Латвии» 2015 и 2017 года, по общественной активности белорусская диаспора входит в тройку наиболее значимых в Латвии наряду с русской и еврейской.
В Беларуси, по данным переписи 1999 года, проживало 2239 латышей. По данным переписи 2009 года, в РБ проживало 1549 латышей.

## Вопросы демократии, прав человека и истории
Латвия в 2011 году осудила обвинительный приговор А. Беляцкому, в 2012 году призвала Белоруссию обеспечить соблюдение прав человека и проведение демократических выборов, а также освободить политзаключённых. Однако Европейский совет по внешней политике в своем докладе 2013 года отнёс Латвию к «ленивцам» среди стран ЕС в вопросе либерализации белорусской политики.
Республика Беларусь в 2012 году выразила возмущение появлением в центре латвийского города Бауска памятника его защитникам, в числе которых были бойцы 23 и 319 батальонов латышской вспомогательной полиции, ранее участвовавшие в карательных операциях, а в 2013 году включила главу о Латвии в доклад «Нарушения прав человека в отдельных странах мира в 2012 году».

## Послы Латвии в Беларуси

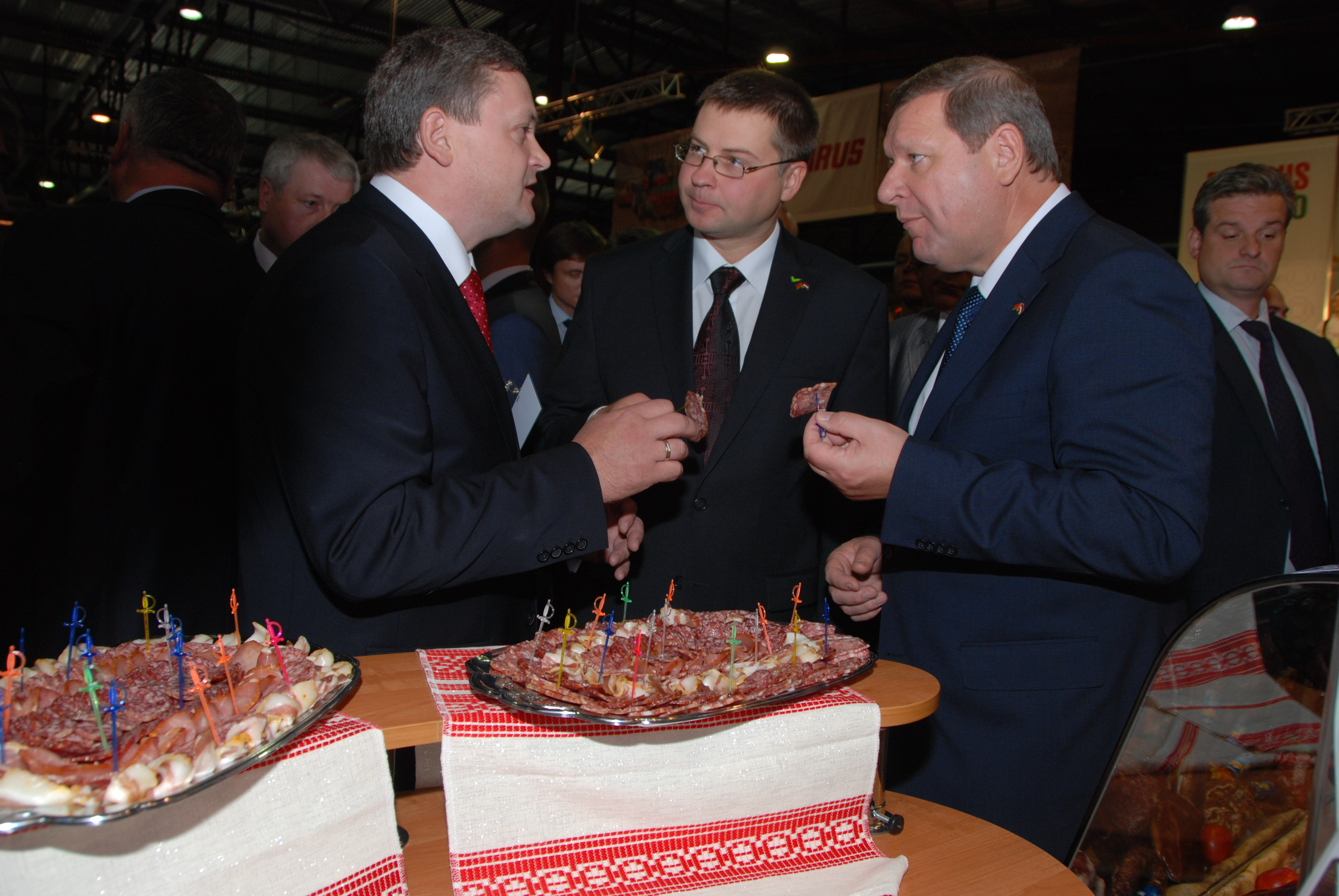
Встреча премьеров Беларуси и Латвии в Риге (2010 год)

Посольство Латвии в столице Беларуси, Минске, было открыто в 1993 году.
- 1992 — временный поверенный Агнис Томас
- 1993 — Чрезвычайный и Полномочный посол Янис Ловникс
- 1997 — временный поверенный Ингрида Левренце
- 2000 — временный поверенный Эгон Нейманис
- 2004 — Чрезвычайный и Полномочный посол Майра Мора
- 2010 — Чрезвычайный и Полномочный посол Михаил Попков
- 2015 — Чрезвычайный и Полномочный посол Мартиньш Вирсис[34]
- 2019 — Чрезвычайный и Полномочный посол Эйнарс Семанис[35]

## Послы Беларуси в Латвии
У Беларуси есть посольство в Риге и консульство в Даугавпилсе. На 2020 год, временный поверенный в делах Беларуси в Латвии — Садовская Наталья (ранее послами были Михаил Маринич, Александр Герасименко, Марина Долгополова, Василий Маркович). Руководитель генконсульства в Даугавпилсе — Лапуть Илья.